# Joma malmfält
Joma malmfält är en förekomst av sulfidmalm med koppar, zink och svavelkis vid berget Joma i Røyrviks kommun i Norge, som upptäcktes 1910. 
A/S Grong Gruber bildades 1912 av Elkem tillsammans med franska intressenter för att exploatera förekomsterna i Joma och Gjersvik. Efter påbörjade investeringar avstannade vid första världskrigets utbrott 1914. Den norska staten övertog projektet 1918.
Under andra världskriget undersökte den tyska ockupationsmakten återupptagande av drift. År 1957 bolaget A/S Joma Bergverk, men projektet gick i långbänk när efterfrågan på svavelkis sviktade på 1960-talet.  
År 1969 bildades Grong Gruber A/S av Elkem, Sulitjelma Gruber, A/S Sydvaranger samt Årdal og Sunndal Verk. Brytning i Joma gruva återupptogs 1972, varvid svavelkisen deponerades vid Hudningsvatnet, vilket ledde till förorening av sjön. Koncentraten från flotationsverket kördes med lastbil till järnväg vid Brekkvasselv, eller 160 kilometer på lastbil för utskeppning i Namsos till köpare i  Norge och Tyskland.. Gruvan drevs av Grong Gruber A/S från till omkring 1980, då bolaget övertogs av Outokumpu . Därefter köptes den av Norsulfid 1988. Driften sysselsatte omkring 150 anställda. Driften lades ned 1998, sist i Gjersvik.
Företaget Bluelake Mineral AB, med dotterbolaget Joma Gruver A/S, har sedan 2017 utrett återupptagande av brytning, och därvid också nystarta den närliggande Stekenjokks koppargruva i Sverige.